# Onthophagus horii
Onthophagus horii là một loài bọ cánh cứng trong họ Bọ hung (Scarabaeidae).